# おれとカネやん
『おれとカネやん』は、原作：梶原一騎・画：古城武司による日本の漫画作品。『週刊少年キング』（少年画報社）にて、1973年23号から1975年52号まで連載されていた。単行本はヒット・コミックス全2巻（未完のまま絶版）及びマンガショップコミック全8巻（完全復刻版）。

## 概要
梶原原作の『巨人の星』（画：川崎のぼる）、『侍ジャイアンツ』（画：井上コオ）同様に「少年が野球を通じて成長し、後にプロ野球を舞台にライバルたちに挑む」というコンセプトで作られた。本作品では連載当時ロッテオリオンズ監督だった「カネやん」こと金田正一を作品のキーマンとし、彼に憧れて野球を始めた少年・勝 三四郎の活躍を描く。
作中での表記揺れが多い（三四郎が通う小学校隅（墨）田（川）小学校（ユニフォームは隅田）、三四郎、金田監督及びアルトマンの背ネームなど）。登場人物（監督）と球団のスポンサーだった関連でロッテからチューイングキャンディがタイアップ商品として出ていた。尚アニメ化にならなかった野球漫画がタイアップ商品を出したのはこの作品のみである。

## 登場人物

### 主人公・三四郎とその周囲の人物
勝 三四郎（かつ さんしろう）
主人公。左投左打。1958年4月5日生まれ。この日は国鉄スワローズに所属していた金田が読売ジャイアンツの大型ルーキー・長嶋茂雄に対して「4連続奪三振」を挙げて長嶋にプロの洗礼を浴びせた試合の日であるが、この日勝家に生まれた赤ん坊は金田の大ファンである父に彼の背番号「34」にあやかって「三四郎」と命名された。
小学校の時に父に買ってもらった伝記本「金田正一物語」をバイブルに野球を始め、墨東中学そして誠心高校へと進む。彼の活躍で誠心高は甲子園大会に駒を進めるが、準決勝で敗退。なお三四郎は高校までの全てのチームで背番号「34」を付けてプレーしている。
大会後、三四郎は「金田監督のロッテからドラフト指名を貰える様に」と練習場に無断侵入し、主砲のジョージ・アルトマンを見事3球三振に。これを見た金田監督の推薦でロッテからドラフト指名され、高校中退した上で入団した。背番号「88」背ネームは誤植のためか稀に「KATUS」となっていたことがある。
ロッテでは魔球「2段ドロップ」とついであみ出された「2段ホップ」で金田監督の実弟である金田留広と並び称されるエース投手となり、1974年の日本シリーズではロッテの日本一に貢献しMVPに輝く。しかし翌年の春季キャンプ中、突然近鉄バファローズへトレードされてしまう。近鉄での背番号「60」。以降は「打倒・金田ロッテ」に闘志を燃やすが、このトレードは金田監督のある深慮があったことを後に知ることとなる。
勝 大吉（かつ だいきち）
三四郎の父。職業は日雇い労働の土工。かつて金田の父が出稼ぎでの仕事先の先輩だったことからその息子の正一を尊敬してやまず、息子の名前の由来にもした。三四郎の生まれて初めてのキャッチボールの相手として彼に野球を教え、その成長を見守っていく。
三四郎の母
大吉とともに息子・三四郎の成長を見守っていた。しかし彼が中学2年の時の都大会1回戦の日に交通事故で亡くなってしまう。
長屋のチビたち
三四郎が生まれ育った長屋に住む少年少女たち。幼さ故に三四郎を支援しようとし逆に迷惑をかかることもあったが、彼が窮地に立たされた際に激励して奮い立たせることも多かった。
金田正一（かねだ まさいち）
この作品のキーマン。背番号は現役、監督時ともに34。物語はロッテ監督に就任し「やったるで！」と決意するシーンから始まっている。背ネームが弟・留広と混合したためか「T.KANEDA」となったことがあった。
「長嶋から4三振を奪った日、金田にちなんで「三四郎」と命名されたという野球少年がいる」ことを程なく知り、読売ジャイアンツ投手として活躍する中で三四郎に陰ながら声援を送る。前述の通りロッテ監督として三四郎をドラフト指名し、彼の力を借りて日本シリーズ制覇を果たした。

### ライバルたち
山崎裕之（やまざき ひろゆき）
ポジションはサードで背番号5（ロッテではセカンドで背番号2）三四郎が小学校の時、飛び入り参加した草野球チーム「下町スターズ」の相手「ジャガーズ」に所属する選手。この時は高校生ながら「ミスター・ジャガーズ」の異名を取った。
三四郎とは後にロッテでチームメイトとなるが対戦当時、三四郎が名前を意識（当時山崎がサングラスをかけてプレイをしていた）していなかったためか特に再会エピソードはない。
ただし、現実の山崎裕之は、三四郎が小学校入学時にはすでにロッテに入団している。
大山 大五郎（おおやま だいごろう）
「下町スターズ」の相手「稲荷フォックス」の3番打者。小柄な体型ながら打率8割を超える。
赤沢（あかざわ）
墨田小学校野球部主将。メガネをかけている美男子で作中での女子人気がある。当初は三四郎の存在を快く思わず、彼を追い出すために嫌がらせを続けたが後に改心。投手から捕手にコンバートし三四郎とバッテリーを組み、見事区大会で優勝を果たした。墨東中でもバッテリーを組んだが、高校は三四郎とは別の「聖バレンタイン学園」に進み、都大会決勝で誠心高に挑むこととなった。
団 善平（だん ぜんぺい）
誠心高野球部主将。捕手。三四郎の入学当時は彼を敵視し徹底的にしごいていたが、紅白戦で三四郎に三振を喫したことで和解。その巨体のためかインコースが不得手としてある。高校卒業後は太平洋クラブライオンズからドラフト指名を受け入団、三四郎のライバルとなる。
迅戸 進一（はやと　しんいち）
鹿児島県・桜島学園選手。中堅手。超高校級の俊足を誇り、バントヒットを得意とする。甲子園大会の準々決勝で誠心高と対戦するが、得意の脚を封じられるなどして敗戦。
織田 景虎（おだ かげとら）
愛知県・尾張商業選手。甲子園大会準決勝で誠心高と対戦、三四郎が偶然放った「2段ドロップ」に苦戦するが最終打席で見事決勝本塁打を放った。高校卒業後、南海ホークスにドラフト指名され入団。背番号「77」。

### その他
夏 ミチル（なつ ミチル）
人気女性アイドル。三四郎とテレビ共演したことをきっかけに彼のファンになり、球場へも応援にかけつけるなどしていた。三四郎の心も彼女に大きく傾いていたが実は「人気プロ野球選手の三四郎を利用した売名行為」だったことを知り、三四郎は深く傷ついてしまう。
桜子（さくらこ）
三四郎がミチルへの思いを断ち切れずに悩んでいた時期に足を運んだ空手道場「敬天塾」の道場主の娘。段位は二段。可憐な姿ながらしっかりした精神を持っており、その姿に打たれた三四郎は彼女と恋に落ち、物語の最後には婚約までこぎつけた。

## 時代背景
1958年
（史実）開幕戦で国鉄・金田が巨人の新人・長嶋を4連続三振に。
（作品の流れ）勝家の長男として三四郎が誕生。
1965年
（史実）金田が10年選手制度を利用して巨人に移籍。
1969年
（史実）金田が400勝を達成しこの年、現役を引退。
1973年
（史実）金田がロッテ監督に就任。
（流れ）誠心高が甲子園に出場、準決勝まで駒を進める。
1974年
（史実）ロッテ日本一。
（流れ）三四郎がロッテに入団。
1975年
（史実）近鉄が初の後期優勝を果たすも、プレーオフで阪急に敗れる。
（流れ）三四郎が近鉄にトレード。